# 1995年飓风朱丽叶
飓风朱丽叶（英語：Hurricane Juliette）是1995年太平洋飓风季形成的最强飓风，也是该季最后一个热带气旋和第十场获命名的风暴，于9月16日经墨西哥西南近海的东风波发展而成。气旋存在的大部分时间里都是朝西北偏西方向移动，并且很快就增强至大型飓风标准。9月20日，朱丽叶达到风力时速240公里的最高强度，在萨菲尔-辛普森飓风等级已属四级飓风标准。接下来风暴转向东北，短暂对下加利福尼亚半岛形成威胁，但最终没有对任何陆地产生影响。

## 气象历史
8月31日，有东风波离开非洲西海岸进入大西洋。受前方飓风路易斯产生的强烈外流影响，东风波在穿越大西洋期间未能发展，于9月12日进入东太平洋。进入特万特佩克湾期间，系统的对流有所增长，云层格局也有显著改善，气象机构因此于9月15日开始用德沃夏克分析法分析系统。随着下层环流的出现，美国国家飓风中心估计第十一号热带低气压于9月16日在墨西哥曼萨尼约以南约465公里海域成形。气旋行经洋面水温较高，上层外流也有利于发展，气象部门因此于9月16日清晨预计热带低气压会缓慢增强，风速会在72小时内提升至每小时110公里。
热带低气压的规模很小，在朝西北偏西方向移动期间逐渐增强，于9月17日成为热带风暴并获名“朱丽叶”（Juliette）。气旋快速组织，环流内出现层次分明的对流带。风暴迅速强化，发展出小规模风眼后于9月18日达到飓风程度，这时距系统成为热带气旋还只过了42小时。受北侧的弱高压脊影响，朱丽叶朝西北偏西方向移动，风眼层次逐渐明晰，于9月19日清晨达到大型飓风强度。接下来可能是因上层低压槽致使东北向风切变增多影响，飓风停止增强，但转向西进后又开始继续组织。9月20日，朱丽叶在南下加利福尼亚州最南端的卡波圣卢卡斯（Cabo San Lucas）西南方向约680公里洋面达到最大持续风速持续风速每小时240公里的最高强度，在萨菲尔-辛普森飓风等级下已属四级飓风，成为1995年太平洋飓风季最强烈的热带气旋。
在最高强度下保持不到12小时后，气旋因进入眼墙置换周期而开始减弱。风暴转向西北偏西，风速到9月22日已降至每小时160公里，风眼墙直径则扩大130公里。接下来飓风又出现强化，风力时速提升至170公里，风眼墙也相应收缩至65公里宽。受向东移动的低压槽影响，朱丽叶转向东北偏北，进入水温更低且风切变更多的水域。风暴快速弱化，于9月24日晚降级成热带风暴。向东移动的低压槽逐渐远离，不再对气旋产生影响，朱丽叶于是又转朝东南方向飘移。9月25日，对流逐渐消退，气旋最终于9月26日在下加利福尼亚半岛最南端以西约730公里洋面消散。

## 防灾措施和影响
朱丽叶转向东北之际，部分计算机模型预测风暴会继续向该方向前进并袭击南下加利福尼亚州，墨西哥政府对此向该州部分地区发布热带风暴观察预警，以防万一。气旋呈现快速减弱趋势并转向远离海岸后，上述预警随之中止。飓风自始至终远离陆地，所以没有造成任何破坏或人员伤亡。不过，南加利福尼亚州近海受风暴影响波涛汹涌，导致冲浪运动变得很危险。大浪还导致当地的钓鱼赛事取消。飓风朱丽叶的残留之后进入新墨西哥州和德克萨斯州西部上空，产生局部降水和雷暴。